# Вулиця Михайла Грушевського (Малин)
Ву́лиця Миха́йла Гру́шевського — центральна вулиця Малина (районний центр Житомирської області). Сполучає центр міста із залізничною станцією Малин. Починається від фабричного мосту через річку Іршу, проходить через центральну Соборну площу, малинівський круг — автодорожної розв'язки на схрещенні з вулицями Мирутенка й Огієнка і закінчується залізничним переїздом. Вулиця є частиною територіального автомобільного шляху Т 0607.
Прилучаються: вулиця Винниченка, площі Базарна, Соборна, вулиці Кримського, Кривенчука, Валерія Залужного, Василя Скуратівського, провулок Василя Скуратівського, вулиці Валерія Мельника, Меблева, Володимирська, Українських повстанців, Хлібна, Гоголя, Ярослава Мудрого, Сухомлинського, Мирутенка, Івана Огієнка, Малинівська, провулки 1-й Малиннівський, 2-й Малинівський.
Вулиця названа на честь українського історика, політичного й державного діяча Михайла Грушевського з 1992 року.
Одна з перших вулиць міста. Раніше називалась Мала Вокзальна до 1922 року, як дорога до вокзалу. До середини 50-х рр. XX століття мала назву Перепечая, після — Карла Маркса (до 1992 року).
У 1986 році у сквері на розі вулиць Грушевського і Сосніної встановлено єдиний у Європі пам'ятник видатному антропологові Миколі Миклусі-Маклаю (скульптор — П. Степанов, архітектори — О. Борис, Д. Ляшевич).
У будівлі колишньої синагоги розмістилася пожежна частина.

## Об'єкти
- № 3 — Малинський кооперативний ринок
- № 12 — Готель «Україна»
- № 16 — Малинський районний будинок культури
- № 16 — Малинська районна бібліотека
- № 20 — Цех телекомунікаційних послуг № 19 Житомирської філії ПАТ «Укртелеком»
- № 20 — Цех обслуговування споживачів № 4 Центру Поштового Зв'язку № 2 (м. Коростень) Житомирської дирекції УДППЗ «Укрпошта»
- № 43 — ТЦ «Квартал»; Супермаркет «Фуршет»; ПП «Малинська меблева фабрика»

## Виноски
1. ↑  Вулиці Малина [Архівовано 22 листопада 2017 у Wayback Machine.] на Інтернетському сайті Мій Малин [Архівовано 17 серпня 2012 у Wayback Machine.] // (праця Є. ГРИЩЕНКА)
2. 1 2  ІЦ Полісся. Архів оригіналу за 17 серпня 2012. Процитовано 23 серпня 2012.
3. ↑  Пам'ятки Житомирської області. Архів оригіналу за 28 червня 2012. Процитовано 8 вересня 2012.